# 鬃积雨云
鬃积雨云（学名：Cumulonimbus capillatus，缩写： Cb cap )，是积雨云的一种。鬃积雨云的顶部具有类似卷云的冰晶结构，即呈纤维状或条纹状，外观形似砧板、鬃毛或大片不规则的白色毛丝。在其顶部与较冷空气接触的地方，这些纤维状结构往往会向云体外部明显地伸展。